# Paul Eagler

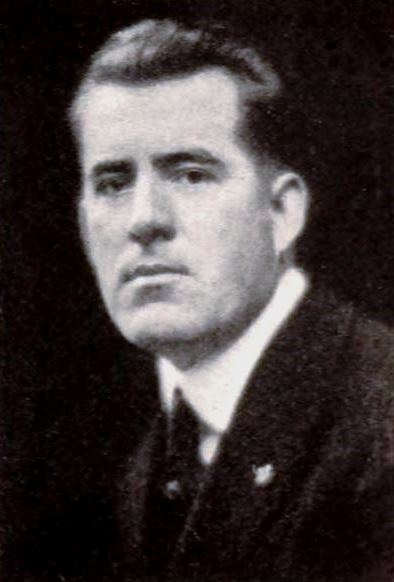
Paul Eagler

Paul E. Eagler (* 24. September 1890 in Newman, Illinois; † 30. September 1961 in Sherman Oaks, Kalifornien) war ein US-amerikanischer Fotograf, Kameramann für Spezialeffektekünstler, der einen Oscar für die besten Spezialeffekte gewann und ein weiteres Mal für den Oscar in dieser Kategorie nominiert war.

## Leben
Eagler begann seine Laufbahn in der Filmwirtschaft Hollywoods als Kameramann 1917 bei dem Stummfilm The Pinch Hitter von Victor Schertzinger mit Charles Ray, Sylvia Breamer und Joseph J. Dowling. Später befasste er sich als Kameramann und Fotograf insbesondere mit Spezialeffekten und wirkte bis 1960 bei der Herstellung von über dreißig Filmen mit.
Bei der Oscarverleihung 1941 wurde Eagler zusammen mit dem Tontechniker Thomas T. Moulton für den Oscar für die besten Spezialeffekte nominiert, und zwar für den von Alfred Hitchcock inszenierten Thriller Der Auslandskorrespondent (Foreign Correspondent, 1940) mit Joel McCrea, Laraine Day und Herbert Marshall
1949 gewann Eagler zusammen mit J. McMillan Johnson, Russell Shearman, Clarence Slifer, Charles L. Freeman und James G. Stewart den Oscar für die besten Spezialeffekte in dem Fantasyfilm Jenny (Portrait of Jennie) von William Dieterle mit Jennifer Jones, Joseph Cotten und Ethel Barrymore.

## Filmografie (Auswahl)
- 1925: Ben Hur (Ben-Hur: A Tale of the Christ)
- 1935: Fräulein Wirbelwind (Vagabond Lady)
- 1936: Nimm, was du kriegen kannst (Come and Get It)
- 1936: Der Letzte der Mohikaner (The Last of the Mohicans)
- 1937: Sackgasse (Dead End)
- 1937: … dann kam der Orkan (The Hurricane)
- 1938: Mein Mann, der Cowboy (The Cowboy and the Lady)
- 1939: Verrat im Dschungel (The Real Glory)
- 1940: Der Auslandskorrespondent (Foreign Correspondent)
- 1940: Der Westerner (The Westerner)
- 1946: Berüchtigt (Notorious)
- 1946: Schwester Kenny (Sister Kenny)
- 1948: Jenny (Portrait of Jennie)
- 1957: Alarm für Sperrzone 7 (The Monster That Challenged the World)
- 1950: Den Morgen wirst du nicht erleben (Kiss Tomorrow Goodbye)
- 1960: So eine Affäre (The Facts of Life)

## Auszeichnungen
- 1949: Oscar für die besten Spezialeffekte